# یوکو نوگیوا
یوکو نوگیوا (انگلیسی: Yōko Nogiwa؛ زادهٔ ۲۴ ژانویهٔ ۱۹۳۶) هنرپیشه اهل ژاپن بود. از نقش‌آفرینی‌های او می‌توان به بازی در سریالهای تلویزیونی هیده‌یوشی و شین سن گومی اشاره کرد.